# Vòng tròn băng Vana-Vigala
Vòng tròn băng Vana-Vigala là một hiện tượng tự nhiên xuất hiện trên sông Vigala ở Estonia trong khi dòng sông bị đóng băng.
Nó có thể được nhìn thấy ở làng Vana-Vigala gần công viên của trang viên cũ.

Đường kính của vòng tròn băng xấp xỉ 23  -24  m. Tài liệu đầu tiên đề cập đến hiện tượng này là vào năm 2004. 
- Mắt chim nhìn vào đĩa, được ghi nhận vào tháng 1 năm 2019

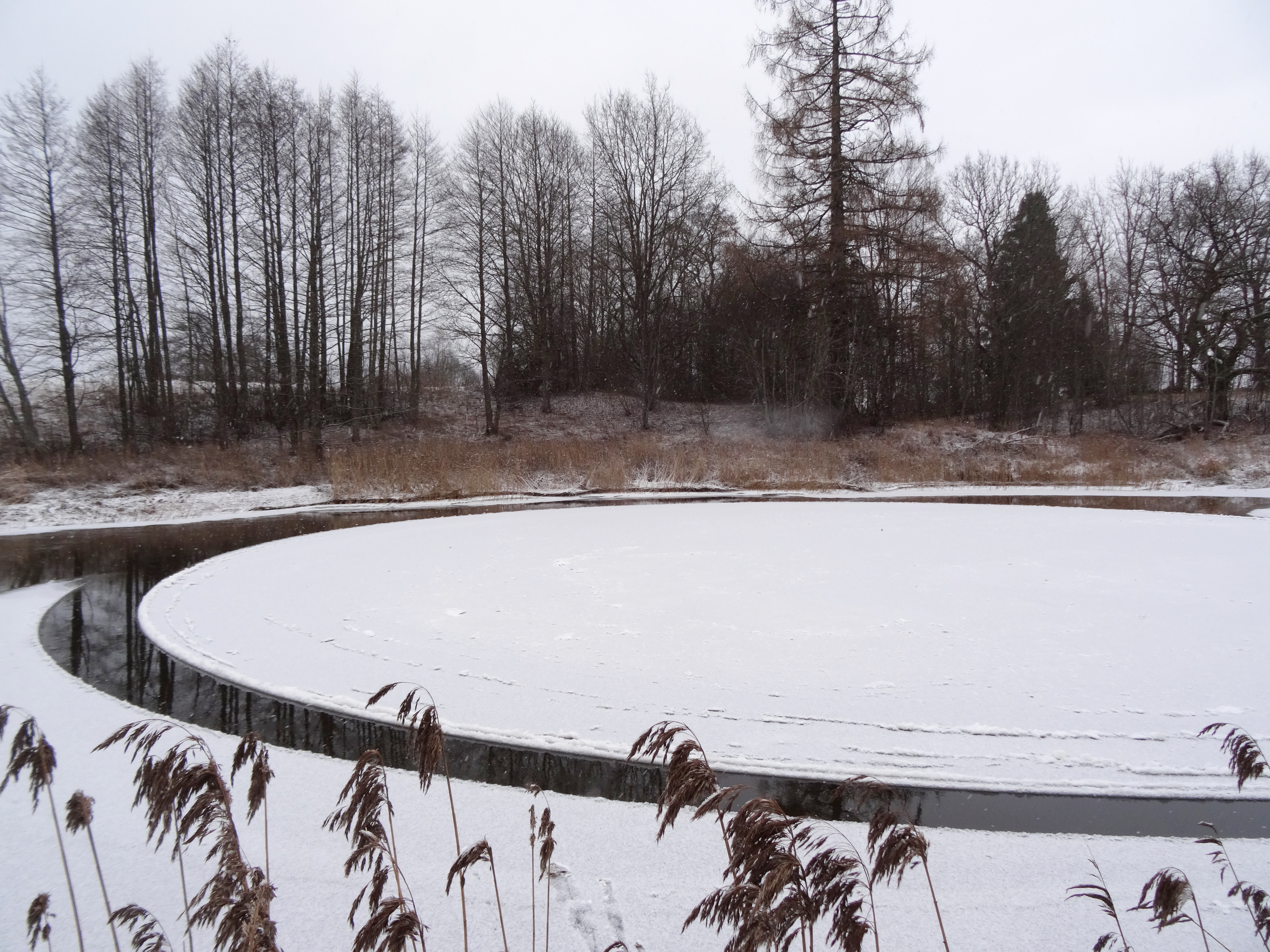
Vòng tròn băng Vana-Vigala vào tháng 1 năm 2016
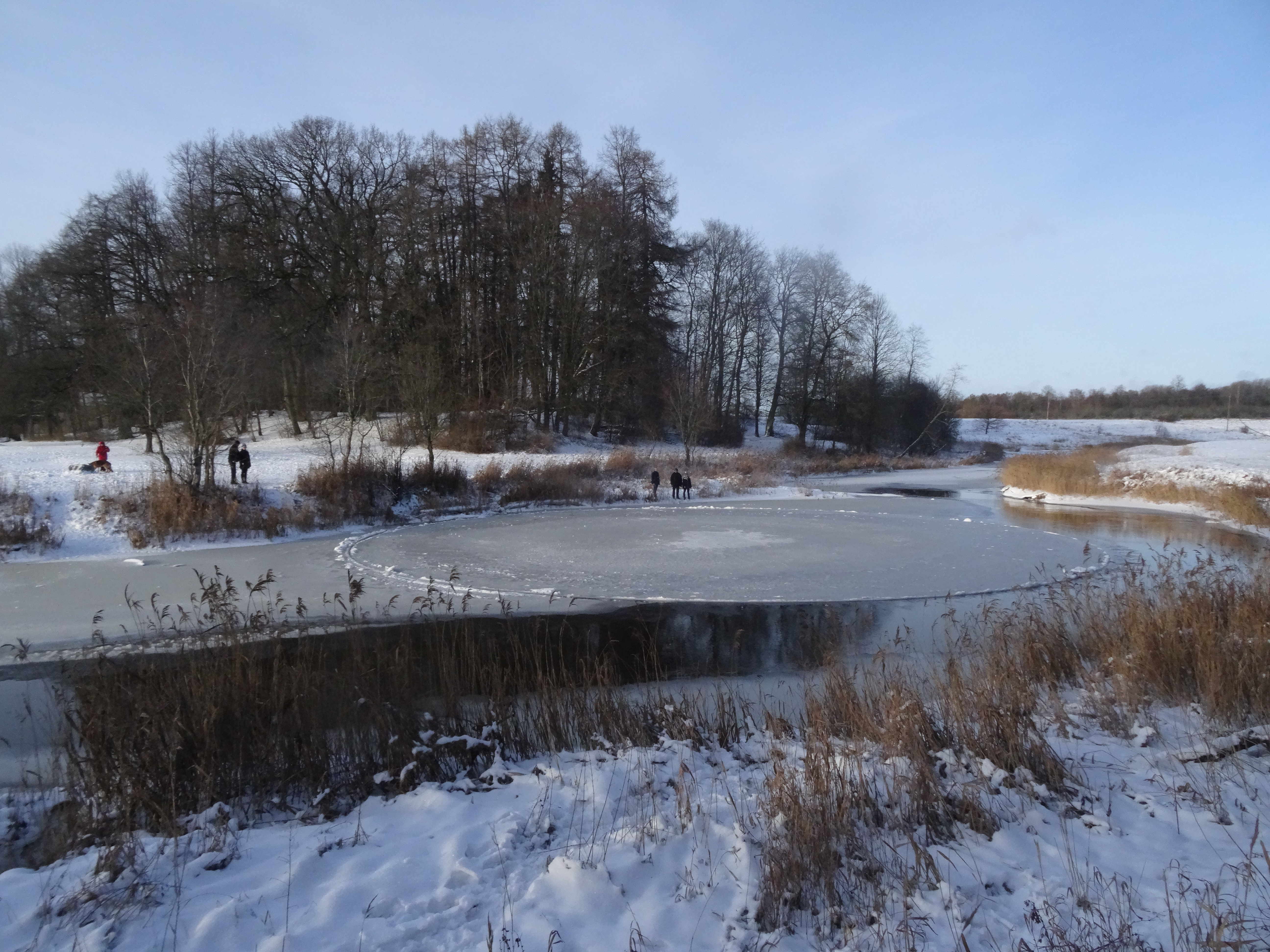
Vòng tròn băng Vana-Vigala vào tháng 1 năm 2016 (nhạc nền của các nhạc sĩ địa phương chơi garmon)
- Tháng 1 năm 2019